# Fußballclub Ingolstadt 04 2009-2010
Questa voce raccoglie le informazioni riguardanti il Fußballclub Ingolstadt 04 nelle competizioni ufficiali della stagione 2009-2010.

## Stagione
Nella stagione 2009-2010 l'Ingolstadt, allenato da Michael Wiesinger, concluse il campionato di 3. Liga al 3º posto, vinse i play-off con l'Hansa Rostock e fu promosso in Bundesliga. In Coppa di Germania l'Ingolstadt fu eliminato al primo turno dall'Augusta.

## Rosa
| N. |                     | Ruolo | Calciatore        |
| -- | ------------------- | ----- | ----------------- |
| 1  | Germania (bandiera) | P     | Michael Lutz      |
| 2  | Germania (bandiera) | D     | Tim Pollmann      |
| 3  | Germania (bandiera) | D     | Steven Ruprecht   |
| 4  | Germania (bandiera) | D     | David Pisot       |
| 5  | Germania (bandiera) | D     | Sören Dreßler     |
| 6  | Germania (bandiera) | C     | Stefan Leitl      |
| 7  | Turchia (bandiera)  | A     | Ersin Demir       |
| 8  | Germania (bandiera) | C     | Markus Karl       |
| 9  | Germania (bandiera) | A     | Moritz Hartmann   |
| 10 | Germania (bandiera) | C     | Fabian Gerber     |
| 11 | Germania (bandiera) | C     | Andreas Neuendorf |
| 13 | Germania (bandiera) | D     | Michael Wenczel   |
| 14 | Albania (bandiera)  | C     | Emin Ismaili      |
| 15 | Germania (bandiera) | D     | Tobias Fink       |

| N. |                         | Ruolo | Calciatore           |
| -- | ----------------------- | ----- | -------------------- |
| 16 | Germania (bandiera)     | C     | Andreas Buchner      |
| 17 | Germania (bandiera)     | C     | Robert Fleßers       |
| 18 | Burkina Faso (bandiera) | D     | Moïse Bambara        |
| 19 | Germania (bandiera)     | D     | Malte Metzelder      |
| 20 | Germania (bandiera)     | D     | Ralf Keidel          |
| 21 | Germania (bandiera)     | P     | Marco Sejna          |
| 22 | Germania (bandiera)     | A     | Stefan Müller        |
| 23 | Germania (bandiera)     | A     | Steffen Wohlfarth    |
| 26 | Germania (bandiera)     | C     | Alexander Buch       |
| 27 | Germania (bandiera)     | P     | Christopher Sommerer |
| 28 | Germania (bandiera)     | P     | Christian Krüger     |
| 30 | Paesi Bassi (bandiera)  | A     | Robert Braber        |
| 35 | Germania (bandiera)     | D     | Mathias Wittek       |
| 44 | Germania (bandiera)     | C     | Patrick Mölzl        |

## Organigramma societario
Area tecnica
- Allenatore: Michael Wiesinger
- Allenatore in seconda: Henning Bürger
- Preparatore dei portieri: Brano Arsenović
- Preparatori atletici:

## Calciomercato

### Sessione estiva
| Acquisti | Acquisti             | Acquisti         | Acquisti |
| R.       | Nome                 | da               | Modalità |
| -------- | -------------------- | ---------------- | -------- |
| D        | Ian Joy              | Real Salt Lake   |          |
| D        | Moïse Bambara        | Jahn Ratisbona   |          |
| A        | Robert Braber        | Excelsior        |          |
| C        | Robert Fleßers       | Magonza          |          |
| C        | Fabian Gerber        | OFI Creta        |          |
| A        | Moritz Hartmann      | Colonia          |          |
| C        | Emin Ismaili         | Waldhof Mannheim |          |
| D        | David Pisot          | Stoccarda II     |          |
| D        | Tim Pollmann         | Jahn Ratisbona   |          |
| D        | Steven Ruprecht      | Aalen            |          |
| A        | Steffen Schneider    | Aalen            |          |
| P        | Christopher Sommerer | Ingolstadt 04 II |          |

| Cessioni | Cessioni          | Cessioni         | Cessioni |
| R.       | Nome              | a                | Modalità |
| -------- | ----------------- | ---------------- | -------- |
| C        | Jakob Dallevedove | Ingolstadt 04 II |          |
| C        | Heiko Gerber      | Ulma             |          |
| C        | Marcel Hagmann    | Jahn Ratisbona   |          |
| C        | Daniel Jungwirth  | Sandhausen       |          |
| D        | Mario Neunaber    | Wuppertal        |          |
| C        | Valdet Rama       | Hannover 96      |          |
| A        | Ivan Santini      | Zara             |          |
| C        | Matthias Schwarz  | Stoccarda        |          |

### Sessione invernale
| Acquisti | Acquisti       | Acquisti       | Acquisti |
| R.       | Nome           | da             | Modalità |
| -------- | -------------- | -------------- | -------- |
| D        | Mathias Wittek | Monaco 1860 II |          |
| C        | Patrick Mölzl  | Augusta        |          |

| Cessioni | Cessioni          | Cessioni       | Cessioni |
| R.       | Nome              | a              | Modalità |
| -------- | ----------------- | -------------- | -------- |
| A        | Steffen Schneider | Bayern Alzenau |          |

## Risultati

### 3. Liga

#### Girone di andata
| Arbitro: | Kempter |

|                         |           |  |
| Wenczel 4’ Hartmann 17’ | Marcatori |  |

| Arbitro: | Fischer |

|            |           |  |
| Braham 44’ | Marcatori |  |

| Arbitro: | Stieler |

|                                                             |           |  |
| Hartmann 28’, 30’ Pinske 41’ (aut.) Leitl 62’ Wohlfarth 80’ | Marcatori |  |

| Arbitro: | Wingenbach |

|                                                  |           |                      |
| Lindemann 34’, 64’, 85’ Schmidt 55’ Heidrich 87’ | Marcatori | 24’ Buchner 33’ Karl |

| Arbitro: | Schmidt |

|  |           |             |
|  | Marcatori | 33’ Öztekin |

| Arbitro: | Schriever |

|                      |           |                   |
| Meyer 67’ Sykora 90’ | Marcatori | 28’, 72’ Hartmann |

| Arbitro: | Steinberg |

|                                                                            |           |  |
| Metzelder 7’ Hartmann 14’ Leitl 45’ (rig.) Wenczel 55’ Karl 72’ Gerber 85’ | Marcatori |  |

| Arbitro: | Dankert |

|                              |           |              |
| Kragl 34’ Kruppke 87’ (rig.) | Marcatori | 27’ Hartmann |

| Arbitro: | Dingert |

|                                              |           |          |
| Leitl 3’, 65’ (rig.) Hartmann 62’ Braber 70’ | Marcatori | 2’ Oehrl |

| Arbitro: | Aarnink |

|  |           |               |
|  | Marcatori | 44’ Neuendorf |

| Arbitro: | Gorniak |

|  |           |                   |
|  | Marcatori | 38’, 90’ Hartmann |

| Arbitro: | Glasmacher |

|                          |           |                                |
| Buchner 33’ Hartmann 90’ | Marcatori | 11’ (rig.), 44’ Schweinsteiger |

| Arbitro: | Siebert |

|                         |           |  |
| Lukimya 72’ Holwijn 83’ | Marcatori |  |

| Ingolstadt 23 ottobre 2009, ore 18:30 CEST 14ª giornata | Ingolstadt 04 | 0 – 0 referto | Dinamo Dresda | TUJA-Stadion (4 600 spett.)\| Arbitro: \| Nowak \| |
| Arbitro:                                                | Nowak         |               |               |                                                    |

| Arbitro: | Kunzmann |

|  |           |              |
|  | Marcatori | 90’ Hartmann |

| Arbitro: | Osmers |

|  |           |                       |
|  | Marcatori | 5’ Celikovic 86’ Vata |

| Arbitro: | Sönder |

|                           |           |                                                         |
| Didavi 45’ Schipplock 79’ | Marcatori | 20’ (rig.), 36’ (rig.) Leitl 64’ Hartmann 71’ Neuendorf |

| Arbitro: | Dittrich |

|                                                      |           |            |
| Karl 2’ Fink 12’ Hartmann 29’ Keidel 60’ Buchner 70’ | Marcatori | 19’ Ziemer |

| Arbitro: | Benedum |

|                 |           |                     |
| Pinto 8’ (rig.) | Marcatori | 45’ Pisot 89’ Demir |

#### Girone di ritorno
| Arbitro: | Unger |

|           |           |  |
| Ekici 52’ | Marcatori |  |

| Arbitro: | Ittrich |

|                                                    |           |              |
| Buchner 6’ Hartmann 59’, 72’ Leitl 76’, 90’ (rig.) | Marcatori | 82’ Agyemang |

| Arbitro: | Dankert |

|                                    |           |               |
| Rockenbach 10’ (rig.) Kammlott 81’ | Marcatori | 23’ Metzelder |

| Ingolstadt 6 febbraio 2010, ore 14:00 CET 23ª giornata | Ingolstadt 04 | 0 – 0 referto | Osnabrück | TUJA-Stadion (2 852 spett.)\| Arbitro: \| Winkmann \| |
| Arbitro:                                               | Winkmann      |               |           |                                                       |

| Arbitro: | Glasmacher |

|  |           |            |
|  | Marcatori | 87’ Gerber |

| Arbitro: | Steuer |

|               |           |  |
| Neuendorf 63’ | Marcatori |  |

| Arbitro: | Unger |

|                                             |           |                      |
| Burkhard 30’ Gorka 39’ Grübl 83’ Cappek 90’ | Marcatori | 14’ Leitl 84’ Gerber |

| Arbitro: | Steinberg |

|                                    |           |                           |
| Hartmann 18’, 21’ Leitl 36’ (rig.) | Marcatori | 53’, 56’ Henn 80’ Kumbela |

| Brema 13 marzo 2010, ore 14:00 CET 28ª giornata | Werder Brema II | 0 – 0 referto | Ingolstadt 04 | Weserstadion - Platz 11 (370 spett.)\| Arbitro: \| Zwayer \| |
| Arbitro:                                        | Zwayer          |               |               |                                                              |

| Arbitro: | Osmers |

|            |           |  |
| Gerber 89’ | Marcatori |  |

| Arbitro: | Benedum |

|                        |           |                    |
| Hartmann 24’ Pisot 90’ | Marcatori | 11’, 76’ Reichwein |

| Arbitro: | Gorniak |

|            |           |                                |
| Konrad 57’ | Marcatori | 79’ (rig.) Leitl 90’ Metzelder |

| Arbitro: | Petersen |

|                   |           |                  |
| Wohlfarth 1’, 60’ | Marcatori | 68’, 84’ Smeekes |

| Arbitro: | Steinberg |

|                         |           |  |
| Röttger 4’ Wagefeld 59’ | Marcatori |  |

| Arbitro: | Kunzmann |

|                                                            |           |                                  |
| Hartmann 27’ Wohlfarth 46’ Bambara 66’ Ruprecht 90’ (rig.) | Marcatori | 47’ Spann 58’ Göhlert 88’ Klarer |

| Arbitro: | Sönder |

|  |           |                           |
|  | Marcatori | 22’ Wohlfarth 84’ Bambara |

| Arbitro: | Dittrich |

|              |           |            |
| Ruprecht 43’ | Marcatori | 1’ Schwarz |

| Arbitro: | Steinhaus-Webb |

|           |           |                                                         |
| Ziemer 5’ | Marcatori | 9’ Ruprecht 27’ Keidel 31’ (rig.) Leitl 55’, 63’ Gerber |

| Arbitro: | Schmidt |

|              |           |          |
| Hartmann 53’ | Marcatori | 65’ Dorn |

#### Spareggio promozione-retrocessione
| Arbitro: | Gagelmann |

|               |           |  |
| Wohlfarth 73’ | Marcatori |  |

| Arbitro: | Kircher |

|  |           |                |
|  | Marcatori | 8’, 78’ Gerber |

### Coppa di Germania
| Arbitro: | Welz |

|            |           |                      |
| Braber 73’ | Marcatori | 13’ Ndjeng 28’ Thurk |

## Statistiche

### Statistiche di squadra
| Competizione                       | Punti | In casa | In casa | In casa | In casa | In casa | In casa | In trasferta | In trasferta | In trasferta | In trasferta | In trasferta | In trasferta | Totale | Totale | Totale | Totale | Totale | Totale | DR  |
| Competizione                       | Punti | G       | V       | N       | P       | Gf      | Gs      | G            | V            | N            | P            | Gf           | Gs           | G      | V      | N      | P      | Gf     | Gs     | DR  |
| ---------------------------------- | ----- | ------- | ------- | ------- | ------- | ------- | ------- | ------------ | ------------ | ------------ | ------------ | ------------ | ------------ | ------ | ------ | ------ | ------ | ------ | ------ | --- |
| 3. Liga                            | 64    | 19      | 9       | 8       | 2       | 44      | 20      | 19           | 9            | 2            | 8            | 28           | 26           | 38     | 18     | 10     | 10     | 72     | 46     | +26 |
| Spareggio promozione-retrocessione | -     | 1       | 1       | 0       | 0       | 1       | 0       | 1            | 1            | 0            | 0            | 2            | 0            | 2      | 2      | 0      | 0      | 3      | 0      | +3  |
| Coppa di Germania                  | -     | 1       | 0       | 0       | 1       | 1       | 2       | 0            | 0            | 0            | 0            | 0            | 0            | 1      | 0      | 0      | 1      | 1      | 2      | -1  |
| Totale                             | 64    | 21      | 10      | 8       | 3       | 46      | 22      | 20           | 10           | 2            | 8            | 30           | 26           | 41     | 20     | 10     | 11     | 76     | 48     | +28 |

### Andamento in campionato
| Giornata  | 1 | 2 | 3 | 4 | 5  | 6  | 7 | 8  | 9 | 10 | 11 | 12 | 13 | 14 | 15 | 16 | 17 | 18 | 19 | 20 | 21 | 22 | 23 | 24 | 25 | 26 | 27 | 28 | 29 | 30 | 31 | 32 | 33 | 34 | 35 | 36 | 37 | 38 |
| --------- | - | - | - | - | -- | -- | - | -- | - | -- | -- | -- | -- | -- | -- | -- | -- | -- | -- | -- | -- | -- | -- | -- | -- | -- | -- | -- | -- | -- | -- | -- | -- | -- | -- | -- | -- | -- |
| Luogo     | C | T | C | T | C  | T  | C | T  | C | T  | T  | C  | T  | C  | T  | C  | T  | C  | T  | T  | C  | T  | C  | T  | C  | T  | C  | T  | C  | C  | T  | C  | T  | C  | T  | C  | T  | C  |
| Risultato | V | P | V | P | P  | N  | V | P  | V | V  | V  | N  | P  | N  | V  | P  | V  | V  | V  | P  | V  | P  | N  | V  | V  | P  | N  | N  | V  | N  | V  | N  | P  | V  | V  | N  | V  | N  |
| Posizione | 1 | 8 | 6 | 8 | 10 | 12 | 7 | 11 | 8 | 4  | 4  | 5  | 7  | 10 | 6  | 8  | 5  | 2  | 1  | 3  | 2  | 3  | 2  | 2  | 2  | 3  | 3  | 3  | 3  | 5  | 2  | 2  | 4  | 4  | 3  | 4  | 3  | 3  |

Legenda:

Luogo: C = Casa; T = Trasferta. Risultato: V = Vittoria; N = Pareggio; P = Sconfitta.

### Statistiche dei giocatori
| Giocatore    | 3. Liga  | 3. Liga | 3. Liga     | 3. Liga    | Relegation 2. Bundesliga | Relegation 2. Bundesliga | Relegation 2. Bundesliga | Relegation 2. Bundesliga | Coppa di Germania | Coppa di Germania | Coppa di Germania | Coppa di Germania | Totale   | Totale | Totale      | Totale     |
| Giocatore    | Presenze | Reti    | Ammonizioni | Espulsioni | Presenze                 | Reti                     | Ammonizioni              | Espulsioni               | Presenze          | Reti              | Ammonizioni       | Espulsioni        | Presenze | Reti   | Ammonizioni | Espulsioni |
| ------------ | -------- | ------- | ----------- | ---------- | ------------------------ | ------------------------ | ------------------------ | ------------------------ | ----------------- | ----------------- | ----------------- | ----------------- | -------- | ------ | ----------- | ---------- |
| M. Bambara   | 33       | 2       | 7           | 0          | 2                        | 0                        | 0                        | 0                        | 1                 | 0                 | 0                 | 0                 | 36       | 2      | 7           | 0          |
| R. Braber    | 21       | 1       | 1           | 0          | 1                        | 0                        | 0                        | 0                        | 1                 | 1                 | 0                 | 0                 | 23       | 2      | 1           | 0          |
| A. Buch      | 6        | 0       | 2           | 0          | 0                        | 0                        | 0                        | 0                        | 0                 | 0                 | 0                 | 0                 | 6        | 0      | 2           | 0          |
| A. Buchner   | 31       | 4       | 3           | 0          | 2                        | 0                        | 0                        | 0                        | 1                 | 0                 | 0                 | 0                 | 34       | 4      | 3           | 0          |
| E. Demir     | 15       | 1       | 2           | 0          | 0                        | 0                        | 0                        | 0                        | 1                 | 0                 | 0                 | 0                 | 16       | 1      | 2           | 0          |
| S. Dreßler   | 0        | 0       | 0           | 0          | 0                        | 0                        | 0                        | 0                        | 0                 | 0                 | 0                 | 0                 | 0        | 0      | 0           | 0          |
| T. Fink      | 23       | 1       | 4           | 0          | 2                        | 0                        | 0                        | 0                        | 1                 | 0                 | 0                 | 0                 | 26       | 1      | 4           | 0          |
| R. Fleßers   | 20       | 0       | 3           | 0          | 0                        | 0                        | 0                        | 0                        | 1                 | 0                 | 0                 | 0                 | 21       | 0      | 3           | 0          |
| F. Gerber    | 21       | 6       | 1           | 0          | 2                        | 2                        | 0                        | 0                        | 1                 | 0                 | 0                 | 0                 | 24       | 8      | 1           | 0          |
| M. Hartmann  | 36       | 21      | 4           | 0          | 2                        | 0                        | 0                        | 0                        | 1                 | 0                 | 0                 | 0                 | 39       | 21     | 4           | 0          |
| E. Ismaili   | 4        | 0       | 0           | 0          | 0                        | 0                        | 0                        | 0                        | 0                 | 0                 | 0                 | 0                 | 4        | 0      | 0           | 0          |
| I. Joy       | 3        | 0       | 2           | 0          | 0                        | 0                        | 0                        | 0                        | 0                 | 0                 | 0                 | 0                 | 3        | 0      | 2           | 0          |
| M. Karl      | 27       | 3       | 6           | 0          | 0                        | 0                        | 0                        | 0                        | 1                 | 0                 | 0                 | 0                 | 28       | 3      | 6           | 0          |
| R. Keidel    | 27       | 2       | 15          | 1          | 2                        | 0                        | 0                        | 0                        | 0                 | 0                 | 0                 | 0                 | 29       | 2      | 15          | 1          |
| C. Krüger    | 0        | 0       | 0           | 0          | 0                        | 0                        | 0                        | 0                        | 0                 | 0                 | 0                 | 0                 | 0        | 0      | 0           | 0          |
| S. Leitl     | 36       | 12      | 12          | 0          | 2                        | 0                        | 1                        | 0                        | 1                 | 0                 | 1                 | 0                 | 39       | 12     | 14          | 0          |
| M. Lutz      | 24       | 0       | 1           | 0          | 0                        | 0                        | 0                        | 0                        | 1                 | 0                 | 0                 | 0                 | 25       | 0      | 1           | 0          |
| M. Metzelder | 28       | 3       | 10          | 0          | 2                        | 0                        | 1                        | 0                        | 1                 | 0                 | 0                 | 0                 | 31       | 3      | 11          | 0          |
| P. Mölzl     | 12       | 0       | 4           | 0          | 1                        | 0                        | 0                        | 0                        | 0                 | 0                 | 0                 | 0                 | 13       | 0      | 4           | 0          |
| S. Müller    | 2        | 0       | 0           | 0          | 0                        | 0                        | 0                        | 0                        | 0                 | 0                 | 0                 | 0                 | 2        | 0      | 0           | 0          |
| A. Neuendorf | 35       | 3       | 10          | 0          | 2                        | 0                        | 0                        | 0                        | 0                 | 0                 | 0                 | 0                 | 37       | 3      | 10          | 0          |
| D. Pisot     | 35       | 2       | 5           | 1          | 2                        | 0                        | 0                        | 0                        | 1                 | 0                 | 0                 | 0                 | 38       | 2      | 5           | 1          |
| T. Pollmann  | 0        | 0       | 0           | 0          | 0                        | 0                        | 0                        | 0                        | 0                 | 0                 | 0                 | 0                 | 0        | 0      | 0           | 0          |
| S. Ruprecht  | 20       | 3       | 1           | 0          | 2                        | 0                        | 0                        | 0                        | 0                 | 0                 | 0                 | 0                 | 22       | 3      | 1           | 0          |
| M. Sejna     | 14       | 0       | 0           | 0          | 2                        | 0                        | 1                        | 0                        | 0                 | 0                 | 0                 | 0                 | 16       | 0      | 1           | 0          |
| C. Sommerer  | 0        | 0       | 0           | 0          | 0                        | 0                        | 0                        | 0                        | 0                 | 0                 | 0                 | 0                 | 0        | 0      | 0           | 0          |
| M. Wenczel   | 13       | 2       | 1           | 0          | 0                        | 0                        | 0                        | 0                        | 1                 | 0                 | 0                 | 0                 | 14       | 2      | 1           | 0          |
| M. Wittek    | 7        | 0       | 1           | 0          | 0                        | 0                        | 0                        | 0                        | 0                 | 0                 | 0                 | 0                 | 7        | 0      | 1           | 0          |
| S. Wohlfarth | 29       | 5       | 3           | 0          | 2                        | 1                        | 1                        | 0                        | 0                 | 0                 | 0                 | 0                 | 31       | 6      | 4           | 0          |